# Colleen Houck
Colleen Houck (ur. 3 października 1969) – amerykańska pisarka fantastycznych powieści młodzieżowych, znana z napisania dwóch serii uznanych za bestsellery gazety „The New York Times”: Klątwa tygrysa oraz Strażnicy Gwiazd. W 2011 zdobyła Parents Choice Award w kategorii fikcja. 

## Życie prywatne
Przynależy do Kościoła Jezusa Chrystusa Świętych w Dniach Ostatnich. Wyszła za mąż w 1994. Jest tłumaczką amerykańskiego języka migowego, jednak po sukcesie Klątwy tygrysa przestała pracować w zawodzie, poświęcając się pisaniu. Obecnie mieszka w Salem w stanie Oregon.

## Publikacje

### CyklKlątwa tygrysa
- Tiger’s Promise, 2014, wyd. Hodder
- Klątwa tygrysa (ang. Tiger’s Curse), 2011, wyd. polskie Otwarte
- Klątwa tygrysa. Wyzwanie (ang. Tiger’s Quest), 2011, wyd. polskie Otwarte
- Klątwa tygrysa. Wyprawa (ang. Tiger’s Voyage), 2011, wyd. polskie Otwarte
- Klątwa tygrysa. Przeznaczenie (ang. Tiger’s Destiny), 2013, wyd. polskie Otwarte
- Tiger’s dream, 2018, wyd. Hodder & Stoughton

### CyklStrażnicy gwiazd
- Przebudzeni (ang. Reawakened), 2015, wyd. polskie We need YA
- Odrodzeni (ang. Recreated), 2016, wyd. polskie We need YA
- Połączeni (ang. Reunited), 2017, wyd. polskie We need YA

### Inne
- Tereraformer, 2020